# Liubenți, Veliko Tărnovo
Liubenți (în bulgară Любенци) este un sat în comuna Strajița, regiunea Veliko Tărnovo,  Bulgaria. 

## Demografie
Componența etnică a satului Liubenți
     Bulgari (50%)
     Nicio identificare (50%)
     Altele (0%)
La recensământul din 2011, populația satului Liubenți era de 8 locuitori. Nu există o etnie majoritară, locuitorii fiind  și bulgari (50%). Pentru 50% din locuitori nu este cunoscută apartenența etnică.